# رجب باشا
رجب باشا ‏ ( - 1726 في إسطنبول) سياسي عثماني شغل منصب والي مصر منذ 1720 حتى 1721.